# Xiè
Xiè va ser el desè rei de la dinastia llegendària Xia. Possiblement va governar durant 25 anys. Va ascendir al tron l'any Xinwei (辛未).
Als 12 anys del seu mandat, el seu vassall Shang, Zihai (子亥) va viatjar a Youyi (易杀), on va establir la seva nova residència, però Zihai va tenir grans disputes amb el líder local de Youyi, Mianchen (绵臣), qui finalment el va assassinar. En el 16è any del seu règim, Xiè va manar a un dels seus ministres Wei (微) venjar la mort de Zihai. Wei va conduir les tropes de Hebo (河伯) cap a Youyi i després d'algunes batalles va envair Youyi i va matar Mianchen.
Segons els Annals de bambú, durant el 21è any del seu mandat, Xiè va lluitar amb els bàrbars circumdants a les limitacions del seu territori de Fei (畎夷), Bai (白夷), Chi (赤夷), Xuan (玄夷), Feng (风夷) i Yang (阳夷). Després d'anys de lluita va acabar guanyant la guerra i totes les tribus van obeir les seves ordres.